# Râul Mercurea
Râul Mercurea este un curs de apă, afluent al râului Luncavăț. 